# ویکتور پرز
ویکتور پرز (انگلیسی: Victor Perez; ۱۸ اکتبر ۱۹۱۱ – ۲۱ ژانویهٔ ۱۹۴۵) بوکسور یهودی اهل تونس بود.